# 胱胺
胱胺（英語：Cystamine）是一种有机二硫化物。由胱氨酸受热脱羧反应后形成。胱胺是一种不稳定的液体，一般使用其二盐酸盐 C4H12N2S2·2HCl（盐酸胱胺），后者至203～214°C稳定，高于此温度则分解。食用胱胺有毒，吸入也有潜在危害。

## 药用
前苏联认为此物有降低辐射对分裂中细胞的毒性的作用，因此作为民用AI-2生化辐射战争急救药剂盒的一部分分发给群众。最早的证据仅是1960年代的体外细胞实验。苏联解体后也有动物实验见报。
中国也有将此物用于抗放射病。在中国使用的含巯基/二硫键抗放药物中，目前是WR-2721（氨磷汀）较受青睐。

## 毒性
有肝毒性，原理是增加细胞内钙浓度，过度激活溶酶体外的蛋白酶系统。有抗凝血作用，原理是抑制XIa和凝血酶。且致皮肤敏感，为含巯基物质常见现象。
静脉滴注的LD50/48H为：大鼠97 mg/kg，小鼠155.93 mg/kg。